# Lokacja (historia)
Lokacja – forma organizacyjno-prawna, nadawana poprzez prawo lokacyjne przez właściciela ziemi, zarówno już istniejącym, jak też nowo zakładanym wsiom i miastom w jego posiadłościach.

## Uwarunkowania

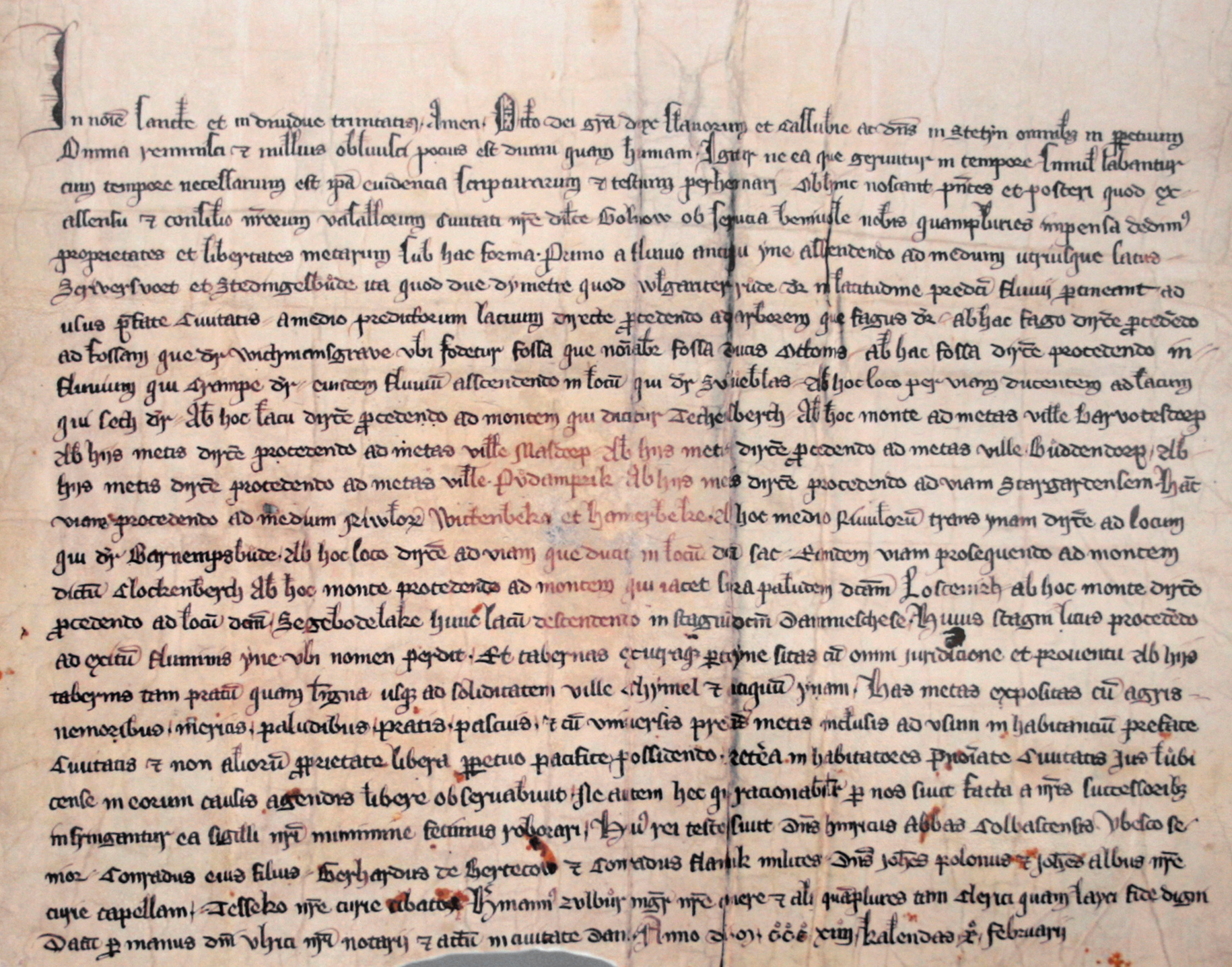
Akt lokacyjny Goleniowa

Wokół grodu jako siedziby władzy powstawały osady początkowo zajmujące się obsługą i pracą na rzecz ludności grodu. Umieszczano tam także ludzi niewolnych, gdyż najłatwiej można ich było upilnować. Ponieważ przy grodzie zawsze koncentrował się ruch ludności i było stosunkowo bezpiecznie, w pobliżu zaczynali osiedlać się rzemieślnicy różnych specjalności, także budowlani, czy produkujący dobra luksusowe. Tu też gromadzili się kupcy, szczególnie zagraniczni, ponieważ tylko tu mogli liczyć na kupujących. W efekcie podgrodzia coraz bardziej nabierały charakteru miejskich ośrodków wymiany handlowej.
Jednym z przywilejów władcy było regale targowe. Za jego zgodą wyznaczano miejsca targowe (loca forensia) w pobliżu grodu lub w innych miejscach, najczęściej w pobliżu kościoła (kościoły budowano tak, aby z sąsiednich osad można było do nich dotrzeć i wrócić w ciągu dnia). Obok kościoła lokowały się karczmy oraz rzemieślnicy, co dawało początek nowej osadzie, w której podobnie jak na podgrodziu można było spotkać Żydów, Morawian, Słowian Połabskich uciekających z Niemiec, Niemców, Walonów i inne nacje. Na Śląsku od XII wieku zaczęto wydobywać kruszce (Walonowie) takie jak: złoto i srebro, co było przyczyną szybkiego bogacenia się ludności i ułatwiało przejście na gospodarkę pieniężno-towarową. Miejsca targowe były otoczone opieką najwyższego księcia i objęte prawem targowym. Od handlu pobierano podatek, a straż i sędzia targowy pilnowali porządku. Targi, do których monarcha zrzekał się swoich praw, zwano wolnymi. Ocenia się, że 70% miejsc targowych z biegiem czasu przekształciło się w samodzielne miasta.
Od XII wieku pojawiły się targi tygodniowe – w określone dni tygodnia na podgrodzia i w miejsca targowe zjeżdżali się rzemieślnicy oraz wszelkiego rodzaju kupcy. Z okazji odpustu pod kościołami organizowano jarmarki. Przywilej ten wszedł później do tradycji miejskiej, stając się kolejną okazją do przeprowadzenia udanej transakcji handlowej.
Osady wiejskie z czasów początków państwa polskiego lokalizowane były w miejscach najbardziej urodzajnych, w miejscach obronnych, zwykle na uboczu, z dala od traktu. Przy niewielkiej początkowo liczbie mieszkańców do utrzymania się wystarczał karczunek najbliższej okolicy. W XI w. sytuacja drastycznie się zmieniła i nagle okazało się, że prawie cała ziemia jest już przez kogoś zawłaszczona i dla osiedlenia należało uzyskać miejsce i pozwolenie. Szczególnie inspirująco na ruch ludności wpłynęła uznawana i stosowana na Zachodzie, a także i w Polsce zasada mówiąca, że powietrze miejskie czyni wolnym, a wiejskie niewolnym. Nie każdy mógł uciec i ukryć się w mieście, by uzyskać wolność. Alternatywnym wyjściem mogła być daleka ucieczka i znalezienie pana feudalnego zainteresowanego zagospodarowaniem nieużytków i mającego do tego zbyt mało ludzi (także z powodu zbiegostwa). U takiego właściciela łatwiej można było uzyskać korzystne warunki osadnictwa.

## Lokacje na prawie polskim

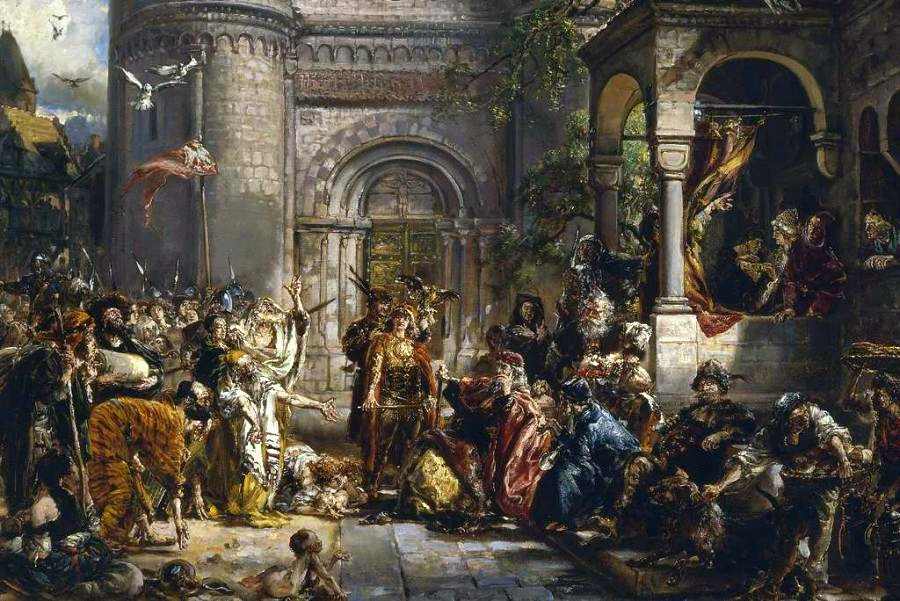
Żydzi, korzystając z królewskich przywilejów, w zwartych grupach zamieszkiwali powstające miasta

Osadzanym na wewnętrznym prawie polskim (tzw. prawo książęce) określano należne świadczenia, dawano prawo wychodu oraz prawo dziedzicznego uprawiania ziemi. Panowie przenosili na prawo polskie ludność własną oraz przybyłych zbiegów a nawet niewolnych (ci zwykle nie mieli prawa wychodu). Określenie należności intensyfikowało gospodarkę, ponieważ warto było wyrobić nadwyżkę, natomiast polepszenie warunków osadnictwa zapobiegało ucieczkom. Lokowani mieszkańcy zajmowali się produkcją rzemieślniczą i pracą na roli także w miastach, bowiem ówczesne miasta pod tym względem niewiele różniły się od wsi. Osady lokowane na zwyczajowym prawie polskim nie miały przywileju władcy, w związku z tym wciąż były obciążone należnym mu podatkiem. Wobec niekorzystania z umów pisemnych oraz pomocy zasadźcy właściciel takiej lokacji musiał cały czas jej mieszkańców nadzorować (sam lub przez kogoś upoważnionego). Ponieważ brakowało też sołtysa i ławników, na podobnych zasadach zajmował się wymierzaniem sprawiedliwości.
Na powyższych zasadach do końca XIII w. powstało sporo nowych wsi, np. na Opolszczyźnie, sądząc po polskiej etymologii nazewnictwa ok. 60-70%. Rozwijały się też miasta, być może jeszcze bez samorządu, lecz na pewno już spełniające wszystkie funkcje handlowo-usługowe. Wrocław był już na tyle duży, że w roku 1000 awansował na stolicę biskupstwa. Opole, na co wskazuje nazwa, zachowało ciągłość osadniczą od czasów osad opolnych. Gall Anonim wymienia Kraków, Sandomierz, Płock, Wrocław, Poznań i inne miejscowości, używając dla nich określenia civitas lub urbs. W XI w Przemyślu istniała już gmina żydowska, a w XII w. we Wrocławiu osada tkaczy walońskich. Osada biskupia w Krakowie miała sołtysa od 1228 r., a więc przed lokacją samego miasta. Obcy osadnicy, jeśli występowali dość licznie, mogli tworzyć osobne osady. Nie było w tym nic nadzwyczajnego. W owym czasie nie obowiązywała jeszcze zasada, że „nieznajomość prawa szkodzi”. Tak w Polsce, jak i na zachodzie Europy, uważano, że przestępcę należy karać według prawa znanego przestępcy, czyli takiego, pod jakim się wychował.

## Rozwój zachodniego prawa miejskiego
Już od początków państwa rzymskiego miasta podbitych prowincji otrzymywały różny status, zależnie od stopnia latynizacji mieszkańców. Najniższy stopień miały miasta na terenach świeżo podbitych i wrogich, najwyższy, z terenów sojuszniczych oraz założone przez samych Rzymian. Te miały pełną autonomię, chociaż prawa polityczne były zarezerwowane tylko dla obywateli samego Rzymu. W miarę latynizacji miasta prowincji stopniowo awansowały w hierarchii do poziomu municypium lub kolonii (tzw. system municypialny), a o ich statusie decydował Rzym (organ naczelny i odwoławczy). Zazwyczaj rzymskie miasto rządzone było przez 2, 4 lub 8 urzędników (duowirów, kwatuorwirów, oktowirów), będących odpowiednikiem zarządu, a wspomagane było przez radę dekurionów (odpowiednik dzisiejszych radnych). Większość miast greckiej części państwa rzymskiego pozostała przy tradycyjnym greckim samorządzie z jednolitą radą (bulé). W Grecji mniej więcej od V w. p.n.e. ulice wyznaczano prostopadle do siebie. W okresie pryncypatu w rzymskich prowincjach pojawiły się zaczątki samorządu terytorialnego. Wszędzie przywiązywano dużą wagę do systematycznego prowadzenia dokumentacji (słynne prawo rzymskie) i starano się naśladować osiągnięcia architektoniczne Rzymu (w centrum forum – rynek, a wokół Kapitol – świątynia, kuria, gdzie zbierał się samorząd, oraz inne instytucje publiczne, ulice wyznaczano prostopadle od II w. p.n.e.). Po upadku cesarstwa, kryzys nie wszystkie regiony dotknął w jednakowym stopniu i nie w tym samym czasie, wiele miast wciąż się rozwijało.
Dla Wizygotów prawo rzymskie według Kodeksu Teodozjusza streszczono w tzw. Brewiarzu Alaryka (Lex Romana Visigothorum) w 506 r. Streszczenie to było dość powszechnie znane, wkrótce też zaczęto je modyfikować, dostosowując przepisy do własnego prawa zwyczajowego.
Po upadku Rzymu nowe oraz już istniejące miasta swą autonomię musiały wywalczyć od nowa na drodze buntów i spisków przeciw panom feudalnym, na których terytoriach się znajdowały. We Francji pod koniec XI w. i w następnych, największą autonomię uzyskały miasta o ustroju komunalnym, takie jak Arras i Amiens. Były to miasta autonomicznie zarządzane przez mera i 24 do 100 ławników wybieranych przez pełnoprawnych obywateli miasta lub ustępujących ławników (wypaczenie pierwotnego ustroju). Mera sprawującego w mieście władzę porządkową, sądowniczą i administracyjną wybierano spośród ławników. Kadencja władz trwała rok albo dwa lata. Mieszkańcy byli zobowiązani do obrony murów, a czasami także do uczestniczenia w wyprawach wojennych pana. Na południu Francji (bardziej zromanizowanym) większy wpływ na ustrój miały miasta włoskie. Wykształcił się tam autonomiczny ustrój konsularny. Władzę miejską sprawowało od 2 do 24 konsulów, wybieranych co roku. W tych miastach głównie stosowano zmodyfikowane prawo rzymskie.
W XII w. na uniwersytecie bolońskim glosator Irnerius zaczął analizować i nauczać prawa rzymskiego z kodeksu Justyniana (529-533). Komentarze tego prawa jako Glossa ordinaria w XIII w. zebrał i wydał znacznie później glosator Accursius. Studiowanie starych dokumentów, zwłaszcza wśród ludzi Kościoła, stawało się modne, przy okazji „odkrywano” wiele technik znanych już w starożytności np. wiatrak.
W Niemczech najdalej posuniętą autonomię uzyskały miasta cesarskie, takie jak Norymberga, Frankfurt nad Menem, a nieco później Lubeka. Jeszcze lepsze warunki rozwoju uzyskały miasta biskupie, takie jak np. Magdeburg. Doskonałość i pełność prawa magdeburskiego najprawdopodobniej wynika z tego, że biskup (właściciel miasta) lub któryś z jego księży weszli w posiadanie dokumentacji jednego z samorządowych miast rzymskich, przetłumaczyli i dostosowali do czasów aktualnych. W XIII w. autonomia była już powszechnie uznawana, a potrzebne akty lokacyjne oraz uzupełniające prawa (być może znajdowane i stopniowo tłumaczone) kopiowano, korzystając z już istniejących w lepiej funkcjonujących miastach. Przy okazji na terenie Niemiec powstał specyficzny system filialny, obejmujący wszystkie miasta lokowane na prawie magdeburskim. W razie wątpliwości, napotkania spraw nieujętych w prawie miejskim zwracano się o radę do Magdeburga. Chełmno oraz Środa Śląska jako jedne z pierwszych korzystały z uregulowań prawnych i doświadczenia uzyskanego przez Magdeburg, same będąc wzorcem lokacji na prawie chełmińskim i średzkim dla wielu innych miast polskich.

## Zabudowa
Lokacja na prawie zachodnim z reguły połączona była z wytyczeniem regularnej zabudowy i przydziałem jednakowych obszarowo działek budowlanych. W miastach wyznaczano prostopadłe ulice i z góry planowano miejsca na kościoły i budynki użyteczności publicznej. Jeśli w miejscu dotychczasowej osady nie dawało się tego osiągnąć, wyznaczano nowe miejsce lokalizacji, do którego w większości przenosili się wszyscy ze starej lokacji. Centralnym miejscem miasta stawały się rynek i ratusz. Nowe miasto miało odgraniczone terytorium, specyficzną strukturę zawodową (stopniowo większość uzyskiwali rzemieślnicy i kupcy), specyficzną zabudowę i odrębny status prawny jako miasto (można powiedzieć, że miasto miało osobowość prawną). Wzrosło znaczenie umocnień, miasto się zamknęło w obrębie murów. Powszechne stosowanie prawa dwóch mil mogłoby wskazywać, że na tym obszarze mieściła się ziemia miejska, z pierwotnego, jeszcze półrolniczego nadania.
Także przy wyborze miejsca do lokacji wsi kierowano się innymi niż dawniej kryteriami. Wybierano miejsce leżące przy drodze. Sprawdzano, czy będzie łatwy dostęp do kościoła, a jeśli nie, w ramach wolnizny nakładano na wioskę obowiązek jego budowy. Przedstawiciele Kościoła dbali o należyte i równomierne pokrycie terenu świątyniami. Ziemię uprawną dzielono na jednakowe kawałki w układzie niwowym.

## Prawa obowiązujące w polskich miastach
W Polsce stale lub okresowo od XIII do XVIII w. stosowano prawo zachodnie w różnych wersjach, o nazwach zazwyczaj wziętych od miasta, z którego je skopiowano. Wyróżnia się więc:
- prawo chełmińskie
- prawo lubeckie – prawo miejskie typowe dla miast hanzeatyckich
- prawo magdeburskie – zwane też prawem niemieckim, prawo miejskie najczęściej stosowane w Polsce
- prawo średzkie – stworzone w oparciu o lokację Środy Śląskiej, powstałe na bazie praw miasta Halle (Henryk I Brodaty ze względu na konflikt z arcybiskupstwem Magdeburga nie chciał korzystać z tamtejszego prawa)
- prawo poznańskie – odmiana prawa magdeburskiego wzorowana na przywileju lokacyjnym Poznania.

Mimo obfitości nazw w rzeczywistości używano dwóch wersji prawa rzymskiego, niezależnie przetłumaczonych na język niemiecki. Były to Zwierciadło saskie oraz Weichbild. Pierwszy zbiór powstał na podstawie własnych notatek, sporządzonych podczas prowadzonych spraw sądowych i ma układ przypadkowy, tak jak na wokandę trafiały kolejno rozpatrywane sprawy. Drugi zapewne jest bardziej zgodny z łacińskim oryginałem. Niemniej oba prawa, poza inną kolejnością artykułów, są prawie identyczne. Traktują o spadkach, podziale majątku, odszkodowaniach, karaniu za przestępstwa (także cudzołóstwo, karano je wtedy śmiercią) i sprawach dotyczących całej społeczności, np. że od jednej miejscowości do drugiej powinna biec jedna droga nie węższa niż 8 stóp. Oprócz podstawowego prawa samorząd miejski mógł uchwalać prawo regulujące własne sprawy wewnętrzne, np. dotyczące całej ludności miasta (np. w sprawach obrony przeciwpożarowej, czystości na ulicy, itp.) takie prawa nazywano wilkierzem. Bywało, że król zatwierdzał prawo wilkierzowe i wtedy obowiązywało ono w stosunku do wszystkich sądzonych w danym mieście (a nie tylko np. członków cechu szewców). Właśnie tego prawa wilkierzowego mogły dotyczyć różnice prawa stosowanego w poszczególnych miastach.
W Polsce bardzo szybko zrezygnowano ze stosowania prawa niemieckiego po niemiecku. W powszechnym użyciu były tłumaczenia na język łaciński, a tam, gdzie go nie znano, używano języka polskiego. W konsekwencji, ferowane wyroki były bardziej zdroworozsądkowe i zgodne ze zwyczajowym prawem polskim, niż z pisanym prawem niemieckim.
Ok. 1300 roku w Polsce istniało już ok. 250 miast lokowanych na nowym prawie. Przełom w polskim prawodawstwie dokonał się 5 października 1356 r. Bartłomiej Groicki tak to opisuje:

Rozumiej, czytelniku miły, chocia pod cesarzem nie jesteśmy, przedsię prawy cesarskimi wiele sądzimy, prawy saskiemi, magdeburskiemi, które prawa są też cesarskie, nam od królów polskich, od Kazimierza Wielkiego, Lodowika Loisza (Ludwika Węgierskiego), Władysława Jagiełła i innych królów polskich Królestwu Polskiemu, z przyzwoleniem rad, senatorów koronnych roku pańskiego 1356 wiecznemi czasy nadane, ku pożytkowi obywatelów koronnych. I postanowili to, aby się według tych praw w mieściech, w miasteczkach i we wsiach wszędzie sprawowali i zachowali jako to jest w statucie Koronnym szeroko opisano. A gdzieby się co w prawie pisanym nie najdowało aby według zwyczaju i podobnych dekretów rozsądków sądzono było.

Tak więc po 1356 r. każdy mieszkaniec Polski, z wyjątkiem szlachty sądzonej według polskiego prawa ziemskiego, formalnie został poddany prawu zachodniemu. Nie było to ściśle prawo zachodnie. Modyfikowano je i np. sprawy pożarowe były sądzone według prawa polskiego. Od XVI w. spod jurysdykcji miejskiej wyłączono przedstawicieli szlachty i poddano ich władzy starościńskiej (mieszczanie mogli szlachcica ująć na gorącym uczynku i dostarczyć do siedziby starosty). W połowie XVI w. Bartłomiej Groicki dokonał przekładu prawa zachodniego, z wersji łacińskiej na język polski.
Kazimierz III Wielki skończył też z odwoływaniem się od wyroków polskich sądów do sądu w Magdeburgu. W 1355 r. (według Kromera) powołał Sąd wyższy prawa niemieckiego w Krakowie oraz jako ostateczną instancję odwoławczą przy królu Sąd Sześciu Miast.

## Przeniesienia na prawo zachodnie
Wielokrotne lokowanie tej samej miejscowości nie należało do rzadkości. Większość lokacji przez dłuższy lub krótszy czas rządziła się prawem polskim. Dla nich przejście na prawo zachodnie było w rzeczywistości przeniesieniem (przelokowaniem). Wobec wielości wzorców prawa zachodniego przelokowania zdarzały się także miastom już lokowanym na prawie zachodnim, zwłaszcza tym lokowanym najwcześniej. Nysa i Racibórz pierwotnie były lokowane na prawie walońskim i dopiero później przeniesiono je na prawo magdeburskie. Gdańsk (1261-1263), Tczew (1260), Szczecin (1243) były początkowo lokowane na prawie lubeckim. Przeniesiono je jednak na prawo magdeburskie. Aż do przełomu XVI/XVII w. prawo magdeburskie funkcjonowało jako podstawowy wzór dla lokacji. Ostatnie lokacje na prawie magdeburskim przeprowadzali możnowładcy na wschodzie Polski w Zamościu, Tomaszowie Lubelskim, Żółkwi, Głogowie Małopolskim. Lokacje na prawie magdeburskim zyskały tak wielką popularność przede wszystkim dlatego, że Magdeburg uzyskał pełnię autonomii (biskup nie chciał sobie zawracać głowy przyziemnymi sprawami), a przy tym miał najpełniej (precyzyjnie i obszernie) opracowane kwestie prawne dotyczące funkcjonowania miasta. W razie sporów zawsze można było się powołać na jakiś stary dokument.
Najłatwiej lokację mogły uzyskać miejscowości w dobrach królewskich, książęcych lub biskupich. Suwereni nie musieli sami siebie pytać o zgodę, a dobra kościelne zazwyczaj były w pełni immunizowane (zwolnione z wszelkich roszczeń władzy świeckiej). W pozostałych przypadkach zgodę na lokację na prawie zachodnim wystawiał panujący na prośbę właściciela ziemi. Było to konieczne, bowiem w akcie nadania ziemi zazwyczaj o prawie lokacji, a co za tym idzie, znaczącym wyłączeniu spod prawa książęcego, nie było mowy. Po otrzymaniu zgody właściciel znajdował zasadźcę i spisywał z nim odpowiednią umowę. Określał w niej terytorium lokacji, swoje prawa, należności, wolnizny i inne warunki – reszta należała do zasadźcy. Lokacja na prawie niemieckim dawała mieszkańcom wsi lub miasta, podobnie jak lokacja na prawie polskim, prawo własności podległej, ściśle określony czynsz oraz prawo wychodu. Nowością były: możliwość stosowania własnego wewnętrznego prawa i własnej organizacji osadniczej/przestrzennej. Ponadto akt lokacyjny wydany na piśmie zapobiegał nadużyciom i kwestionowaniu ustaleń np. po śmierci dotychczasowego właściciela lub sprzedaży majątku. Spis obowiązków, z natury krótki, zwykle nie wymieniał wszystkich zwyczajowych, a sporadycznych obciążeń ludności i już chociażby przez to był korzystniejszy. W osadzie bez praw spisanych na piśmie, gdy o takich zwyczajowych obowiązkach właściciel sobie przypominał, zwykle dokonywał ich reluicji.

## Lokacja na surowym korzeniu
Lokację na surowym korzeniu stosowano w miejscach o mniejszym zaludnieniu, co przy ówczesnej niewielkiej liczbie ludności było dość normalne. W takich terenach zagospodarowywano najlepsze ziemie lub pustki po uprowadzonych w niewolę dotychczasowych mieszkańcach. Nawet jednak w miejscach dość licznie zamieszkanych były nieużytki możliwe do zagospodarowania pod warunkiem znalezienia odpowiednich fachowców. Tereny zabagnione, zalewowe, z nierówną powierzchnią zagospodarowywano przy pomocy osadników z krajów zachodnich, np. z Holandii. Osadnicy na takich miejscach mogli uzyskać nawet 24 lata wolnizny, czas potrzebny na zagospodarowanie i doprowadzenie ziemi do stanu mogącego przynosić zyski. Lokacje na surowym korzeniu, w miarę zagospodarowywania kolejnych obszarów, przesuwały się stopniowo na wschód. Największe nasilenie lokacji miało miejsce za Kazimierza Wielkiego w centralnej Polsce i na Rusi. Lokacje na surowym korzeniu w późniejszym okresie były rzadsze, na co wpłynął ogólny regres miast i zmiany w gospodarce rolnej. Wzrost „sobiepaństwa” warstwy uprzywilejowanej spowodował, że o lokacjach wiejskich się nie słyszy, jedynie lokacje miast budowanych od zera, w „szczerym polu”, takich jak Zamość, Żółkiew, Głogów Małopolski mogły należycie świadczyć o potędze i mocy sprawczej ich właścicieli.

## Sprawy wewnętrzne
Istnienie zbiegostwa było powodem zrównywania się warunków funkcjonowania wsi lokowanych na prawie zachodnim i pozostających jeszcze na prawie polskim. Tak więc mimo braku formalnej lokacji warunki życia, obciążenia oraz organizacja wewnętrzna były zbliżone. Jednorazowe, dokonane przez pana nadania ulg często uzyskały odbicie w nazwie miejscowości nią objętych. W ich nazwach występuje zwykle człon typu „Wola” lub „Wólka” (np. Wola Bukowska). Wprowadzenie trójpolówki pozwalało bez wysiłku, uzyskać do uprawy 1/6 ziemi więcej niż przy dwupolówce. Gorzej mogło być co najwyżej z dokumentacją pisemną. Dodatkowym straszakiem była zasada, według której każdy, kto przebywał w mieście rok i 6 tygodni stawał się mieszczaninem, nawet zbiegły chłop.
Prawo magdeburskie nie robiło specjalnej różnicy między wsią a miastem. W początkowym okresie, i na wsi, i w mieście, uprawa ziemi stanowiła bardzo ważne i wcale nie marginesowe zajęcie. Nie każda jednak osada miała szczęście znaleźć się na ważnym szlaku handlowym lub otrzymać przywilej składu. Feudał najczęściej zdawał sobie z tego sprawę i skromnie lokował osadę jako wieś. Dla nadmiernie ambitnych wiele usilnych prób wypromowania miasta i zrobienia konkurencji innemu, leżącemu obok, zakończyło się niepowodzeniem. Często decydował o tym przypadek, jakiś szczególny zbieg okoliczności. Małe osady nigdy nie miały szansy na stanie się miastem. 20-30 gospodarstw nie mogło się zorganizować na sposób miejski. Własne prawo wewnętrzne i samorząd nie zwalniały od odpowiedzialności wobec feudała, a jedynie ograniczały z nim kontakty. Feudał na wsi po pewnym czasie dążył usilnie do pozbycia się niezależnego sołtysa i zastąpienia go własnym, zaufanym człowiekiem. W mieście było odwrotnie. Na drodze do pełnej niezależności miasta stał wójt, sprawujący władzę kontrolną i sądowniczą w imieniu pana i pilnujący egzekwowania należności. W XIII i XIV wieku większość miast pozbyła się wójta na drodze wykupu stanowiska.
W drugiej połowie XIII w. wszędzie powstały rady miast. Były one wybierane metodą częściową, na zasadzie kooptacji lub w całości, zwykle przez ustępującą radę. Prócz targów tygodniowych odbywały się raz lub dwa razy w roku jarmarki. Przymus drogowy oraz prawo składu bezwzględne (kupiec musiał sprzedać na miejscu wszystko po miejscowych cenach, nie zawsze korzystnych dla niego) lub względne (po kilkudniowym pobycie mógł opuścić miasto, lecz przy wyjeździe płacił podatek) przynosiło wielkie korzyści mieszkańcom.
Władzę w mieście sprawowała elita – patrycjat, lecz wkrótce (XIV/XV w.) plebs zorganizował się w cechy i zaczął kontrolować i ograniczać samowolę rajców. Panowie dając przywileje miastu nie zapominali o zagwarantowaniu sobie szczególnych praw (wyłączenie spod jurysdykcji miejskiej, prawo do posiadania w obrębie miasta nieopodatkowanych budynków, itp.). Korzystając z tych „przyczółków”, także szlachta starała się różnymi sposobami odzyskać władzę nad miastem i dobrać się do jego bogactw.

## Po co stosowano lokację
Uzyskanie pozwolenia na dokonanie lokacji wymagało sporo zabiegów i nie dla każdego było możliwe do osiągnięcia. Dla władcy wiązało się, może z nieznacznym w skali, lecz zawsze z uszczerbkiem w dochodach. Można je więc było uzyskać za jakieś szczególne zasługi w ramach wdzięczności. Także dla wychodzącego z inicjatywą lokacji była to trudna decyzja. Udzielanie wolnizny mogło nawet na kilkanaście lat pozbawić znacznych wpływów. Nie wszyscy feudałowie myśleli dalekosiężnie – woleli dostać określoną kwotę już, niż nawet większą w ratach. To mogło być istotną zachętą do podejmowania akcji lokacyjnych. W dalszej perspektywie lokacja niosła następujące korzyści:
- wieść o lokacji przyciągała nowych ludzi (często zbiegów) i pozwalała stosunkowo szybko zagospodarować nieużytki lub podnieść wydajność z już użytkowanej ziemi
- lokacja uwalniała właściciela od nadzorowania – co, gdzie i kiedy ma być robione – tym zajmował się zasadźca. Pan feudalny dostawał sprawozdanie i należności.
- podobnie miała się sprawa z miastem. Należy pamiętać, że nie od razu miasta uzyskiwały pełną niezależność. Odbywało się to stopniowo i na zasadzie wykupu. Za każdym razem, kiedy feudał miał większe wydatki, można było dokonać korzystnej transakcji. Pan dostawał konkretne pieniądze, a w zamian zrzekał się prawa ingerencji w wewnętrzne sprawy miasta lub pobierania opłat z tytułu np. mlewa, opłaty drogowej i innych, do których miał jeszcze prawo.
- lokacja miasta przy szlaku objętym przymusem drogowym pozwalała uszczknąć coś z dochodów kupieckich.
- lokujący, zwłaszcza w późniejszym czasie, kiedy miasta uzyskały już prawo do utrzymywania własnej siły zbrojnej, podnosił obronność własnych ziem.
- tam też lokował swój pałac czy zamek. Liczna ludność, umocnienia miejskie oraz cechowy obowiązek ćwiczenia się w obronności dawały dużą szansę na skuteczną obronę.
- posiadanie własnego, prywatnego miasta podnosiło prestiż – zrównywało z królem, który zwykle jako pierwszy, tworzył miasta królewskie.

## Lokacje, które się nie powiodły
Często się zdarzało, że lokacja miasta się nie powiodła. Wprowadza się do takich sytuacji dwa terminy:
- lokacja nieudana – lokacja, której założenia nie zostały w pełni zrealizowane. Powstawanie (początkowa emergencja) i dalszy rozwój miasta zostały  przerwane wkrótce po lokacji[3];
- lokacja  niezrealizowana  (przywilej  lokacyjny  niezrealizowany) - przywilej  miejski, w ślad za którym nie doszło do żadnych (poza administracyjnymi) prób ukonstytuowania się miasta (brak realizacji przestrzennych, demograficznych i gospodarczych), dotyczyła jedynie pozwolenia na założenie miasta w konkretnym miejscu. Z przyczyn ekonomicznych, demograficznych, zbyt ubogo rozwiniętej sieci osadniczej (zbyt skromne nasycenie wsiami czynszowymi), przecież koniecznej do rozwoju ośrodka miejskiego oraz wojen miasto się nie rozwinęło[3][4];